# Paul Frantz (cyclisme)
Pour les articles homonymes, voir Paul Frantz.
Paul Frantz, né le 4 juillet 1915 à Mamer au Luxembourg et mort le 12 novembre 1995 dans le même lieu, est un coureur cycliste luxembourgeois. Il est professionnel en 1938 dans l'équipe Armor-Dunlop. 
Il est le cousin de Nicolas Frantz.

## Palmarès
- 1935
  - Grand Prix François-Faber
- 1936
  -  Champion du Luxembourg sur route amateurs
  - 8e du championnat du monde sur route amateurs
- 1938
  - Grand Prix Lacroix
  - Nancy-Strasbourg
  - 2e du championnat du Luxembourg sur route